# 方正県
方正県（ほうせい-けん）は、中華人民共和国黒竜江省ハルビン市に位置する県。県人民政府の所在地は方正鎮。松花江南岸、張広才嶺と松江平原の間に位置するハルビンの衛星都市。東北三省の交通要地である。
2011年に満蒙開拓団の慰霊碑を建設したが、中国世論の非難を浴び、反日活動家が赤ペンキをかけるなどの襲撃を受けたことで、慰霊碑の撤去に追い込まれた。

## 地理
北東部を依蘭県（県級行政区）と、南東部を牡丹江市（地級市）・林口県（県級行政区）と、南部を延寿県と、西部を賓県（県級行政区）、そして、北部を通河県（県級行政区）と接し、その行政区境をアムール川(黒竜江)へと続く松花江が流れている。また、松花江の支流である螞蜒河が南西から北部にかけて本県を縦断するように流れている。

## 歴史
1909年（宣統元年）、清朝により方正県が設置された。1991年4月1日付けでハルビン市に正式に賓県と共に編入。

## 行政区画
下部に4鎮、4郷を管轄：
- 鎮：方正鎮、会発鎮、大羅密鎮、得莫利鎮
- 郷：天門郷、松南郷、徳善郷、宝興郷

## 交通

### 鉄道
- 中国鉄路総公司
  - 中国鉄路ハルビン局集団公司
    - 哈佳線（ハルビン方面）- 双竜湖駅（中国語版） - 方正駅（中国語版） - 得莫利駅（中国語版） - 高楞駅（中国語版） -（ジャムス方面）

### 道路
- 高速道路
  -  哈同高速道路

- 国道
  -  G221国道（中国語版）

- 省道
  -  203省道
  -  309省道

## 健康・医療・衛生
- 方正県人民医院
- 方正県中医院